# لورا غونسالفيس
لورا غونسالفيس (بالبرتغالية: Laura Gonçalves) هي متسابقة ملكة الجمال وعارضة برتغالية، ولدت في 10 فبراير 1989 في كاراكاس في فنزويلا.